# سیستم بی‌کانون

نمودار مسیر نور در یک سیستم بی‌کانون

در اپتیک یک سیستم بی‌کانون (به انگلیسی: Afocal system) (سیستم بدون فوکوس) یک سیستم نوری است که هیچ همگرایی یا واگرایی خالص پرتو ایجاد نمی‌کند، یعنی دارای یک فاصله کانونی مؤثر بی‌نهایت است. این نوع سیستم را می‌توان با یک جفت عنصر نوری ایجاد کرد که فاصله بین عناصر برابر با مجموع فاصله کانونی هر عنصر (d = f 1 + f 2) باشد. یک مثال ساده از یک سیستم نوری بی‌کانون، تلسکوپ نوری است که از یک ستاره تصویربرداری می‌کند، نور ورودی به سیستم در بی‌نهایت است و تصویری که تشکیل می‌دهد در بی‌نهایت است (نور همسو می‌شود). اگرچه این سیستم واگرایی یک پرتو همسو را تغییر نمی‌دهد، اما عرض پرتو را تغییر می‌دهد و بزرگنمایی را افزایش می‌دهد. بزرگنمایی چنین تلسکوپی توسط فرمول زیر محاسبه می‌شود:
{\displaystyle M={\frac {f_{2}}{f_{1}}},}
سیستم‌های بی‌کانون در اپتیک‌های لیزری استفاده می‌شوند، به‌عنوان مثال به‌عنوان گسترش‌دهنده پرتو، سیستم‌های فروسرخ و رو به جلو، لنزهای زوم دوربین و پیوست‌های لنز تلسکوپی مانند مبدل‌های دورنما، و تنظیمات عکاسی ترکیبی از دوربین‌ها و تلسکوپ‌ها (عکاسی بی‌کانون).